# Bahadir Incilli
Bahadir Incilli (* 25. August 1989 in Leverkusen) ist ein deutscher Fußballspieler, der seit Januar 2019 beim 1. FC Monheim unter Vertrag steht. Seine bevorzugte Position ist die Innenverteidigung.

## Laufbahn
Incilli spielte in der Jugend für SCB Viktoria Köln und VfL Leverkusen. Ab der Saison 2008/09 spielte er mit der zweiten Mannschaft des Wuppertaler SV in der Niederrheinliga. Am 21. April 2010 kam er zu seinem ersten Einsatz in der ersten Mannschaft des Wuppertaler SV, als er beim Spiel gegen den VfB Stuttgart II eingewechselt wurde. Nach dem Abstieg des Wuppertaler SV aus der 3. Liga verließ Incilli den Verein und schloss sich der zweiten Mannschaft des FC Schalke 04 an, die in der Regionalliga West spielt. Im Januar 2011 wechselte Incilli innerhalb der Liga in die zweite Mannschaft von Fortuna Düsseldorf. Zur Saison 2012/13 wechselte er zum 1. FC Monheim, mit dem er aus der Bezirksliga in die Landesliga Niederrhein aufstieg. Nach dem erneuten Aufstieg in die Landesliga im Sommer 2016 verließ Incilli Monheim und schloss sich dem Bezirksligisten FC Leverkusen an. Im Januar 2019 kehrte er zum mittlerweile in der Oberliga spielenden 1. FC Monheim zurück.